# Parafia św. Jana Chrzciciela w Suminie
Parafia Świętego Jana Chrzciciela w Suminie – parafia rzymskokatolicka, znajdująca się w diecezji pelplińskiej, w dekanacie Starogard Gdański.